# Hoekse Sportvereniging Hoek
L'Hoekse Sportvereniging Hoek, comunemente noto come HSV Hoek, è una società calcistica olandese con sede a Hoek.

## Storia
L'Hoek fu fondato nel 1950. Fino al 2009/2010 ha disputato la Hoofdklasse, il massimo livello dei campionati dilettantistici olandesi, con l'istituzione della Topklasse come massimo campionato dilettantistico nella stagione 2010/2011, l'Hoek è passato in Topklasse.

## Palmarès

### Competizioni nazionali
- Hoofdklasse: 2

1995-1996, 2013-2014

## Rosa
| N. |                           | Ruolo | Calciatore              |
| -- | ------------------------- | ----- | ----------------------- |
| 1  | Paesi Bassi (bandiera)    | P     | Jörg van Nieuwenhuijzen |
| 2  | Paesi Bassi (bandiera)    | D     | Jurgen Landuyt          |
| 3  | Belgio (bandiera)         | D     | Brecht Delbeke          |
| 4  | Paesi Bassi (bandiera)    | D     | Giovanni Siereveld      |
| 5  | Costa d'Avorio (bandiera) | D     | Michael Kone            |
| 6  | Paesi Bassi (bandiera)    | D     | Jos van Nieuwstadt      |
| 7  | Paesi Bassi (bandiera)    | A     | Ferry Alfons            |
| 8  | Belgio (bandiera)         | C     | Stijn Mahieu            |
| 9  | Paesi Bassi (bandiera)    | A     | Josimar Pattinama       |
| 10 | Paesi Bassi (bandiera)    | C     | John Schot              |
| 11 | Paesi Bassi (bandiera)    | A     | Nick de Jong            |

| N. |                        | Ruolo | Calciatore            |
| -- | ---------------------- | ----- | --------------------- |
| 14 | Paesi Bassi (bandiera) | A     | Hoessein Bouzambou    |
| 16 | Paesi Bassi (bandiera) | A     | Regilio Pinas         |
| 17 | Brasile (bandiera)     | C     | Mille Mendes          |
| 18 | Belgio (bandiera)      | D     | Niels de Loof         |
| 19 | Belgio (bandiera)      | A     | Cédric Roussel        |
| 20 | Belgio (bandiera)      | P     | Kristoff Deprez       |
| 21 | Paesi Bassi (bandiera) | C     | Jeroen van den Broeke |
| 24 | Paesi Bassi (bandiera) | A     | Rogier Veenstra       |
| 25 | Belgio (bandiera)      | A     | Dwayne Dildick        |
| 26 | Belgio (bandiera)      | P     | Sven van Ryckeghem    |

## Stadio
L'Hoek disputa le sue partite casalinghe allo stadio Sportpark Denoek, che può contenere 2500 persone.